# إميلي ماجي
إميلي ماجي (بالإنجليزية: Emily Magee)‏ هي مغنية وموسيقية ومغنية أوبرا أمريكية، ولدت في 31 أكتوبر 1968 في نيويورك في الولايات المتحدة.

## وصلات خارجية
- إميلي ماجي على موقع ميوزك برينز (الإنجليزية)
- إميلي ماجي على موقع أول ميوزيك (الإنجليزية)
- إميلي ماجي على موقع ديسكوغز (الإنجليزية)